# MiG-23
MiG-23 (ros. МиГ-23; kod NATO „Flogger” – biczownik) – radziecki jednosilnikowy samolot odrzutowy o zmiennej geometrii skrzydeł, przeznaczony do zwalczania celów powietrznych, a w wersjach pochodnych MiG-23B/BN oraz BM (MiG-23BM przyjęto na uzbrojenie pod oznaczeniem MiG-27) do atakowania celów naziemnych, w tym z wykorzystaniem uzbrojenia kierowanego. Używany głównie przez siły zbrojne ZSRR, zarówno przez wojska lotnicze WWS jak i wojska obrony powietrznej kraju PWO. Wersje eksportowe MiG-23MS i MF trafiły na uzbrojenie armii krajów Układu Warszawskiego (tylko MiG-23MF) oraz Algierii, Iraku, Kuby i Libii. Wersji myśliwsko-bombowej MiG-23BN używały Algieria, Czechosłowacja, Egipt, Etiopia, Indie, Irak, Kuba, Libia, Sudan oraz Syria.

## Historia konstrukcji
W wyniku doświadczeń Kryzysu kubańskiego z 1962 r. państwa Paktu Północnoatlantyckiego jak i Związek Radziecki położyły większy nacisk na działania konwencjonalne, zdając sobie sprawę, iż pełnoskalowy konflikt rakietowo-jądrowy doprowadzi do wzajemnej zagłady. Dodatkowo odsunięcie w ZSRR od władzy w październiku 1964 r. N.S. Chruszczowa, dotychczas usilnie lansującego ideę rakietowego pola walki, pozwoliło na podjęcie na większą skalę prac nad rozwojem lotnictwa bojowego. Dlatego też w 1964 r. w Związku Radzieckim rozpoczęto program budowy samolotu myśliwskiego nowej generacji dysponującego skokowo większymi możliwościami w zakresie zwalczania celów powietrznych. W ten sposób powstał unikatowy samolot bojowy MiG-23 o zmiennej geometrii skrzydeł, stanowiący w drugiej połowie lat 70. i pierwszej lat 80. XX wieku trzon lotnictwa myśliwskiego ZSRR.
W latach 60. XX wieku podstawowym problemem dla samolotów naddźwiękowych była konieczność operowania z długich pasów startowych, które były kosztowne w budowie i zarazem stanowiły łatwy cel do zniszczenia dla przeciwnika. Aby temu zaradzić w państwach NATO podjęto programy budowy naddźwiękowych samolotów pionowego startu i lądowania (VTOL) mogących operować z doraźnych lądowisk, takich jak boiska piłkarskie czy parki miejskie. W ramach tych prac prowadzono we Francji badania nad samolotem Mirage IIIV wyposażonym, oprócz pojedynczego silnika napędowego, w 8 silników nośnych zabudowanych pionowo w kadłubie. W Niemczech zaś rozwijano samolot VJ-101C dysponujący kombinowanym zespołem silników nośno-napędowych umieszczonych w obracanych gondolach na końcach skrzydeł oraz ustawionych pionowo w kadłubie. Programy te nie zakończyły się sukcesem, podobnie jak brytyjski projekt budowy myśliwca Hawker P.1154, a jedyną maszyną VTOL, która trafiła do służby operacyjnej został opracowany w Wielkiej Brytanii poddźwiękowy samolot bezpośredniego wsparcia Hawker Harrier. Głównym mankamentem ówczesnych maszyn pionowego startu i lądowania był ograniczony zasięg i udźwig uzbrojenia związany z koniecznością zachowania odpowiedniej masy samolotu przy starcie pionowym (siła nośna wytwarzana tylko przez zespół napędowy).
W Związku Radzieckim, zdając sobie sprawę z problemów technicznych przy opracowywaniu i występujących potem istotnych ograniczeniach maszyn pionowego startu i lądowania (VTOL), postanowiono skoncentrować się na rozwoju samolotów skróconego startu i lądowania (STOL). W ramach prac nad myśliwcem nowej generacji, nazwanym później MiG-23, powstał projekt samolotu 23-01 wyposażonego w dwa pomocnicze silniki odrzutowe umieszczone pionowo w kadłubie, które podczas startu i lądowania generowały dodatkową siłę nośną i pozwalały na operowanie ze znacznie krótszych pasów startowych. Samolot 23-01 wyglądał jak powiększona wersja myśliwca MiG-21 z wlotami powietrza po bokach kadłuba. Posiadał trójkątne skrzydła i klasyczne usterzenie, za napęd zaś odpowiadał silnik turboodrzutowy R-27-300 o ciągu 76,4 kN (7800 kG), wspomagany przez dwa silniki nośne RD-36-35 o ciągu 23 kN (2350 kG) każdy. Silniki wspomagające umieszczono pionowo za kabiną pilota i podczas lotu były zasłonięte specjalną pokrywą podnoszoną tylko na czas ich pracy. Eksperymentalny samolot 23-01 wykonał swój pierwszy lot 3 kwietnia 1967 roku pilotowany przez Piotra Ostapienko. Szybko okazało się jednak, że osiągnięte znaczne skrócenie rozbiegu i dobiegu opłacone jest zbyt dużym ograniczeniem zasięgu maszyny, albowiem silniki nośne zajmowały w kadłubie miejsce mogące być wykorzystane na zbiorniki paliwa. W czasie normalnego lotu silniki nośne zaś były wyłączane i stanowiły tylko balast. Dlatego też prace nad samolotem 23-01 szybko przerwano, a maszyna wykonała tylko 14 lotów, głównie związanych z przygotowaniem do wielkich pokazów lotniczych w Domodiedowo w dniu 9 lipca 1967 roku, gdzie też została ze względów propagandowych zaprezentowana szerokiej publiczności.
Pracę nad maszyną rozpoczęto w 1964, a pierwszy prototyp wzbił się w powietrze 10 czerwca 1967. Pierwsza wersja seryjna MiG-23S (1970 r.) była napędzana silnikiem R-27. Jej odmiana miała oznaczenie MiG-23SM. Zmodyfikowana wersja MiG-23M (oblot prototypu w 1972 r.) otrzymała silnik R-29 i bogatsze wyposażenie. Najbardziej rozpowszechniona jest jej odmiana MiG-23MF. Późniejsze jej odmiany (wersje Mig-23ML/MLD/P/PD), mają zmniejszoną płetwę przed statecznikiem pionowym. Wersja myśliwsko-szturmowa MiG-23BN (1977 r.) ma smukły, skośnie ścięty w dół nos. Wersja treningowa dwumiejscowa MiG-23U. Dalszym rozwinięciem jest MiG-27.

## Służba w Wojsku Polskim

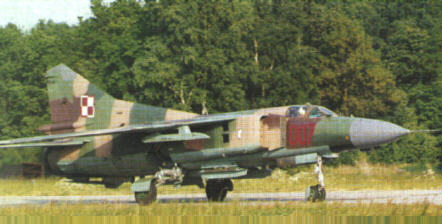
MiG-23MF

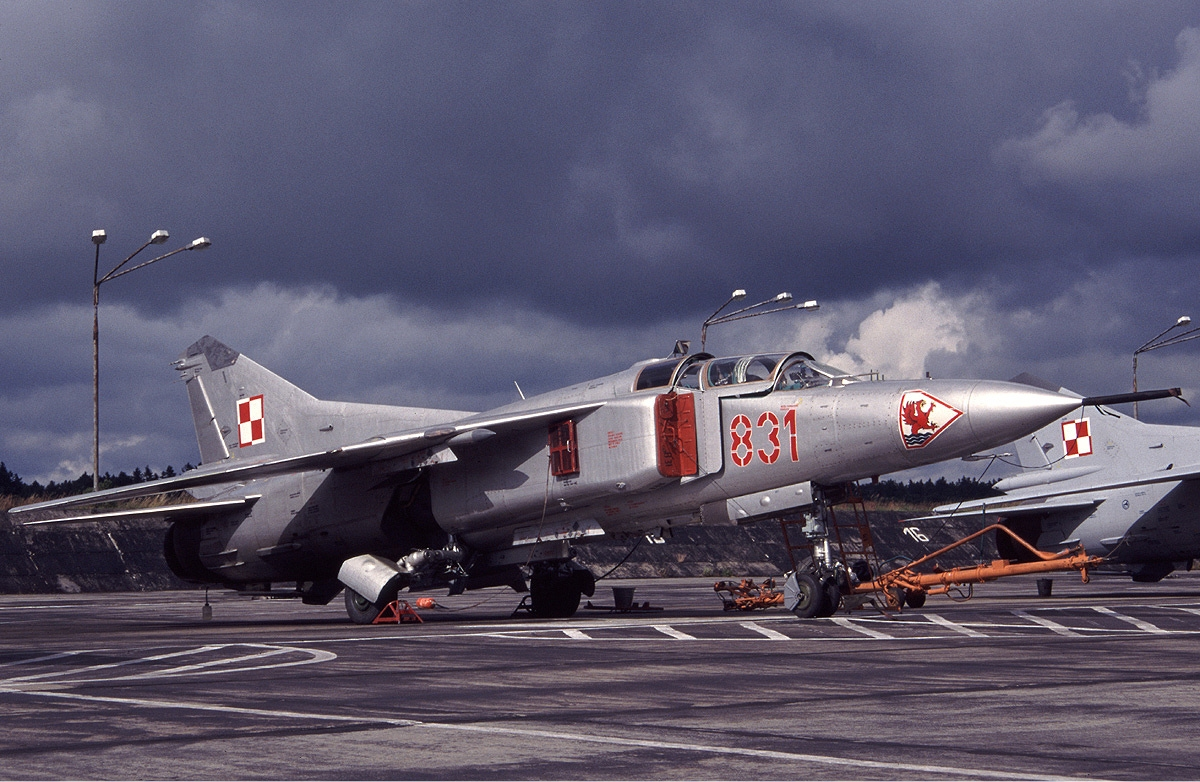
Polski Mig-23UB

42 polskie MiGi były używane w latach 1979–1999 w dwu wersjach MF i UB, przez 28 "Słupski" Pułk Lotnictwa Myśliwskiego, który stacjonował na lotnisku w Redzikowie.
MiGi-23 były w Polsce użytkowane tylko w Słupsku. W latach 1979–1982 dostarczono Siłom Powietrznym 36 egzemplarzy w wersji MF oraz sześć w wersji UB. Dowództwo lotnictwa zgłaszało znacznie większe zapotrzebowanie na ten samolot. Planowane było przezbrojenie jeszcze dwóch pułków myśliwskich, jednak budżet państwa nie mógł pokryć kosztów zakupu. MiGi-23MF budowane w Moskiewskiej Wytwórni Samolotów (MMZ) Znamia Truda z przeznaczeniem dla sojuszników-członków Układu Warszawskiego kosztowały od 3,6 mln do 6,6 mln $.
Pierwsze loty w warunkach bojowych odbyły się podczas dwuetapowych ćwiczeń „Argon-80”. Szkolenie odbywało się w Wicku Morskim, gdzie za pomocą rakiet R-3s zwalczano cele w postaci bomb świetlnych, oraz w Astrachaniu, gdzie piloci wykonali po kilka wylotów, odpalając rakiety powietrze-powietrze do latających celów Ławoczkin Ła-17.
W 1981 r. MiGi-23 wzięły udział w wielkich manewrach Układu Warszawskiego „Sojuz-81” oraz ćwiczeniach „Bizmut-81. Operując wspólnie z innymi państwami UW, polscy piloci brali udział w manewrach „Granit-82”, „Sojuz-83”, a po zmianach ustrojowych działali w ćwiczeniach „Karat-94”, „Karat-96” i „Szerszeń-96”. W marcu 1993 r. słupscy piloci dali pierwszy pokaz swoich możliwości delegacji pilotów NATO w pozorowanej walce powietrznej z MiGami-29 z 1. PLM. We wrześniu 1994 r., w ramach programu „Partnerstwo dla pokoju”, w Słupsku gościł 493. Dywizjon USAF latający na samolotach F-15. Piloci wspólnie wykonywali loty, poznając sprzęt partnerów.
W trakcie eksploatacji stracono pięć samolotów bojowych. Remontowi głównemu poddano 28 samolotów. Proces wycofywania z Sił Powietrznych rozpoczął się w 1996 r., mimo iż w większości wypadków samoloty posiadały resurs godzinowy sięgający kilkuset godzin (w większości do 500–600 h). Został jednak wyczerpany resurs kalendarzowy, określony przez producenta na 17 lat. Samoloty dwuosobowe miały nalot w większości przekraczający 1000 h, a rekordzistą był MiG-23UB o numerze bocznym 831 wyprodukowany 27.03.1982 z nalotem 1633 h. Egzemplarz ten wykonał 2757 lotów i został skasowany 17.03.1999.  Średni nalot wyniósł ponad 1400 h w ramach 2700 lotów. Maszyny wymagały II remontu głównego, z którego zrezygnowano, uznając Floggera za samolot przestarzały, szczególnie w perspektywie przystąpienia do NATO. Ostatnie egzemplarze spisano ze stanu pułku w 1999 r.

## Wersje
- MiG-23S – jednomiejscowy samolot myśliwski napędzany silnikiem R-27
- MiG-23SM – wersja o dodatkowych zamkach pod skrzydłami
- MiG-23M – wersja z 1975 wyposażona w silnik R-29 i lepszą awionikę
- MiG-23MS – wersja M, zubożona, eksportowana do państw arabskich (m.in. Syria, Irak), z radarem Sapfir-21 (używanym w MiG-21S/SM/bis)
- MiG-23MF – nieznacznie zmodyfikowana eksportowa wersja M, eksportowana głównie do państw bloku UW, z nieznacznie unowocześnioną awioniką, najliczniejsza
- MiG-23ML – wersja o poprawionych własnościach pilotażowych dzięki zmniejszeniu masy samolotu o 1250 kg (L - jak "Lekki"), z nowym silnikiem R-35 o nieco większym ciągu, ze zmodyfikowanym wyposażeniem elektronicznym
- MiG-23P – Odmiana wersji ML, przeznaczona dla Obrony Powietrznej ZSRR, wyposażona w radar Sapfir-23P
- MiG-23MLA – modyfikacja wersji ML, z nieznacznie ulepszonym wyposażeniem elektronicznym (m.in. nowy termonamiernik TP-26, ulepszony radar, nowe pociski R-24 będące modyfikacją pocisków R-23)
- MiG-23MLD – modyfikacja wersji ML, D - jak dorabotannyj - dopracowany, z poprawioną aerodynamiką poprawiającą manewrowość samolotu
- MiG-23BN – wersja myśliwsko-szturmowa bez radaru, wyposażony w system celowniczy Sokół-23N, dalmierz laserowy Fon-1400, celownik bombardierski PBK-3, dzięki ściętemu nosowi poprawiono widoczność. Zbudowano 624 sztuki, głównie na eksport do Indii, Libii, Kuby, Etiopii, Syrii, Sudanu. Rozwinięciem konstrukcji jest samolot MiG-27.
- MiG-23U – dwumiejscowa wersja treningowa, wyposażona w silnik R-27
- MiG-23UB – modyfikacja wersji U, wyposażona w silnik R-29
- MiG-23-98 – zmodyfikowane eksperymentalnie w 1998/1999 r. egzemplarze MiG-23MLD z nowym radarem Moskit-23 i wskaźnikiem laserowym OLS-M. Brak produkcji/modernizacji seryjnej.

## Opis konstrukcji

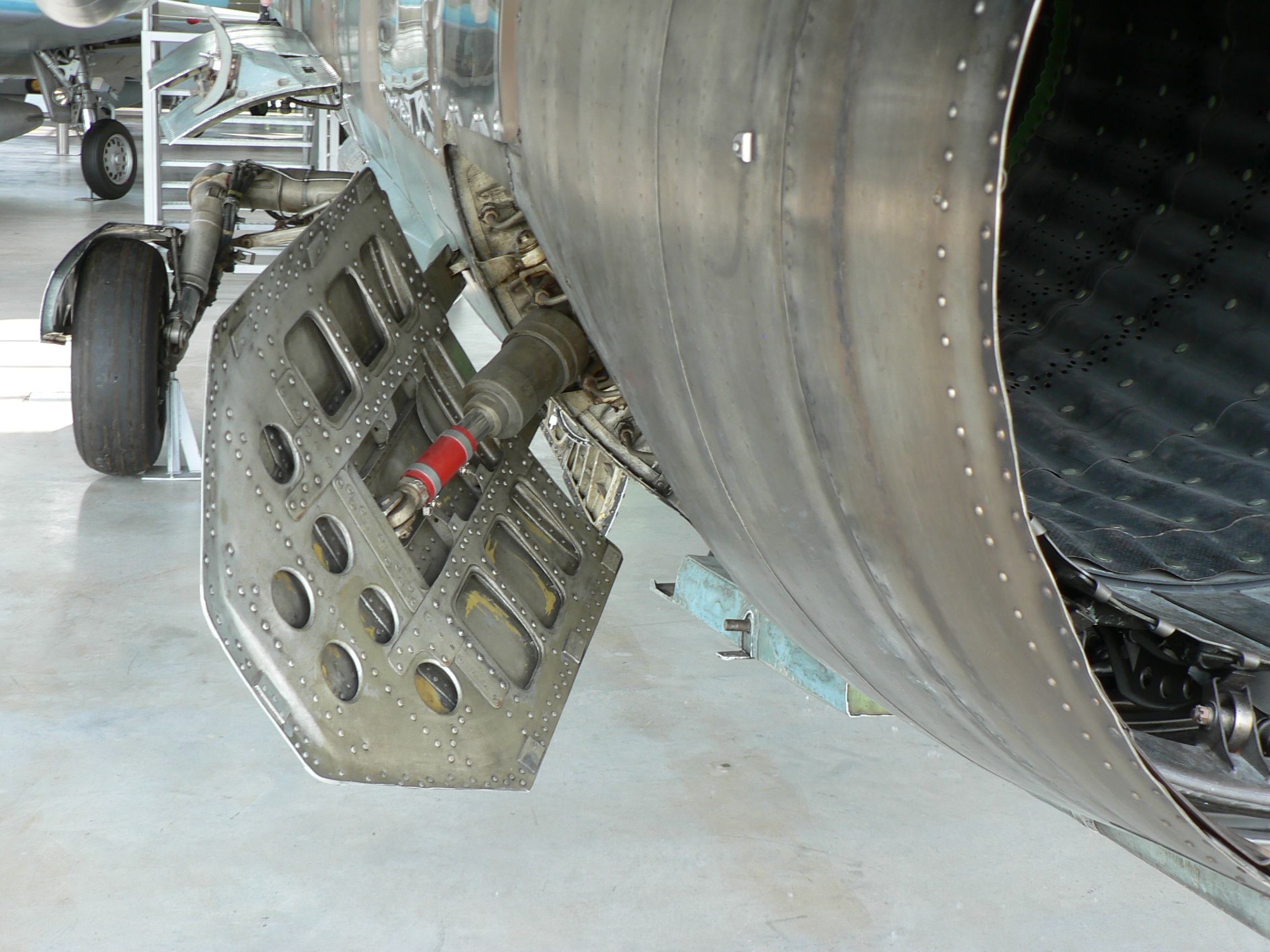
Hamulec aerodynamiczny

Samolot jest jednomiejscowym, jednosilnikowym górnopłatem wykonanym w całości z metalu. Konstrukcja półskorupowa z duraluminium rozdzielana przy wrędze 28. W przedniej części po bokach kadłuba znajdują się dwa prostokątne wloty powietrza z płytami oddzielającymi warstwę przyścienną. Skrzydła mają konstrukcję dźwigarową z płatem o zmiennym kącie skosu skrzydeł, regulowanym ręcznie. Możliwe były trzy ustawienia płata: +18°40', +47°40' i +74°40'. W skrzydłach są klapy i przerywacze, lecz nie ma lotek.  Stateczniki poziome o konstrukcji płytowej o skosie 57° – przy wychyleniach przeciwstawnych spełniają jednocześnie funkcję lotek. Statecznik pionowy pojedynczy o skosie 65°, pod kadłubem znajduje się dodatkowy, rozkładany w locie statecznik pionowy.
Podwozie przednie dwukołowe chowane do tyłu kadłuba, koła o średnicy 520 mm. Podwozie główne jednokołowe, składane i chowane do kadłuba, koła o średnicy 840 mm.
Kabina hermetyzowana z fotelem katapultowym KM-1M, osłona kabiny odchylana do tyłu. Przednia szyba pancerna z umieszczonym w osłonie peryskopem.
Samolot wyposażony jest w jeden silnik turboodrzutowy R-29-300 o ciągu 76,4 kN (7800 kG). Silnik dwuwałowy z jedenastostopniową sprężarką, dwustopniową turbiną i regulowaną dyszą wylotową. Paliwo znajduje się w czterech zbiornikach w kadłubie i sześciu w skrzydłach. Istnieje możliwość użycia trzech dodatkowych zbiorników podczepionych pod kadłubem i stałymi częściami skrzydeł.
Uzbrojenie stanowi dwulufowe działko GSz-23 i 5 węzłów na rakiety i bomby.

## Użytkownicy
Aktualni użytkownicy
- Angola – 22
- Demokratyczna Republika Konga
- Etiopia
- Kazachstan
- Korea Północna
- Kuba
- Libia
- Sudan
- Syria

Dawni użytkownicy
- Afganistan
- Algieria
- Białoruś
- Bułgaria
- Czechy
- Czechosłowacja
- Egipt
- Indie
- Iran
- Irak
- Libia
- Namibia
- NRD
- Niemcy
- Polska
- Rumunia
- Rosja – 500 w rezerwie.
- Somalia
- Sri Lanka
- Turkmenistan
- Uganda
- Ukraina
- Uzbekistan
- Węgry
- Wybrzeże Kości Słoniowej
- Zambia
- Zimbabwe
- ZSRR

## Ekspozycja

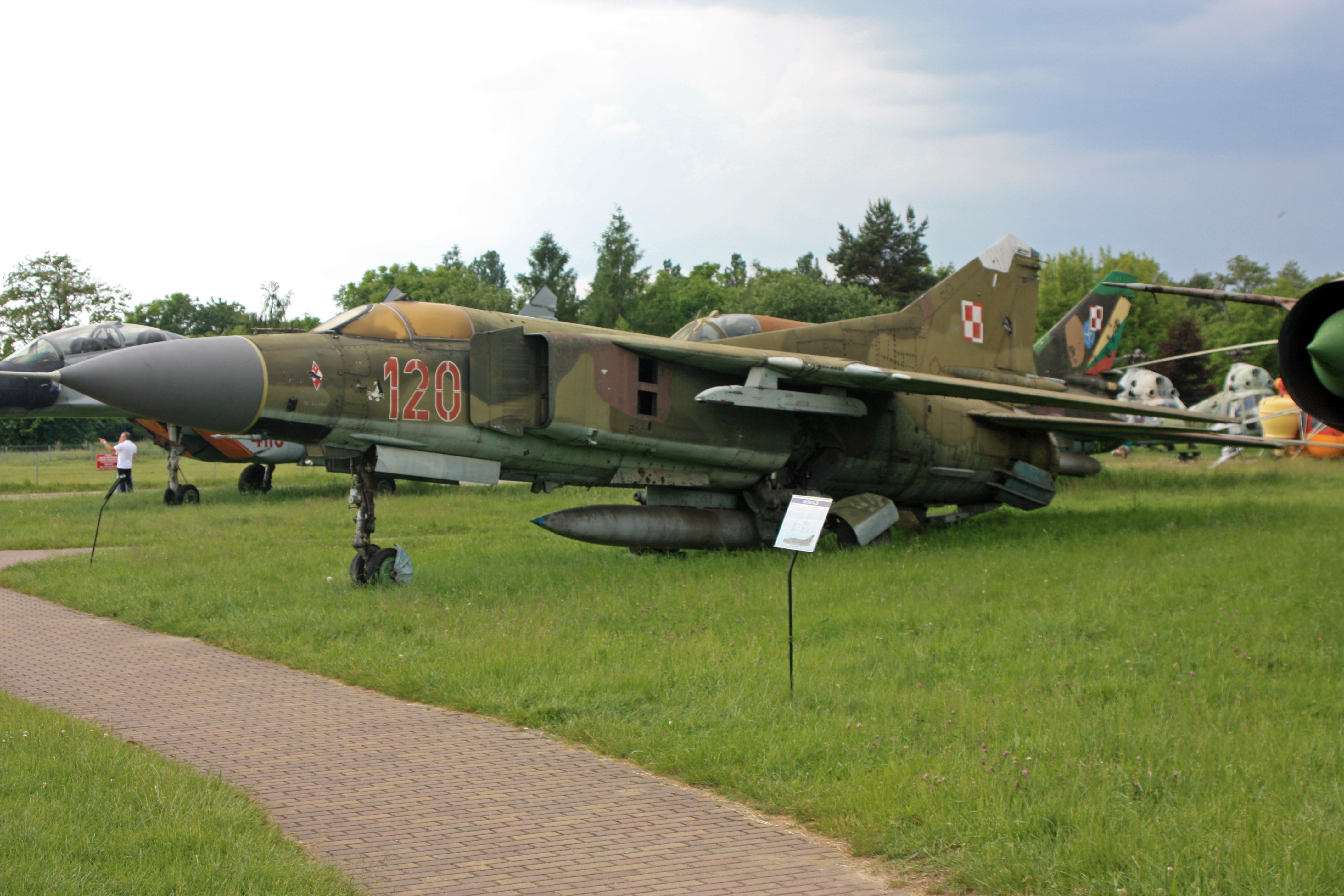
MiG-23 w Muzeum Lotnictwa Polskiego w Krakowie

Samoloty MiG-23 są eksponowane w następujących miejscach w Polsce:
- Redzikowo - Słupsk przy osiedlu wojskowym

- Muzeum 2 Bazy Lotniczej w Bydgoszczy – nr taktyczny 139 nr seryjny 0390217139
- 32. BLT w Łasku nr taktyczny 021 nr seryjny 0390224021[2]
- Muzeum Lotnictwa Polskiego w Krakowie – nr taktyczny 120 nr seryjny 0390217120
- Muzeum Wojska Polskiego w Warszawie oddział Muzeum Polskiej Techniki Wojskowej – nr taktyczny 148 nr seryjny 0390217148
- przy trasie nr 214 Lębork – Łeba w miejscowości Garczegorze, przy stacji paliw BP, w radzieckim malowaniu, ponadto samolot An-2
- przy trasie nr 28 Zator – Medyka w miejscowości Besko, przy stacji paliw – nr taktyczny 122
- Politechnika Rzeszowska - Wydział Budowy Maszyn i Lotnictwa, budynek L
- Muzeum Sił Powietrznych w Dęblinie - MIG-23MF, numer boczny 140
- w Pile – jedyny w Polsce egzemplarz MiG-23UB z numerem taktycznym 850 sprowadziła z Niemiec Fundacja Srebrne Skrzydła[3]